# L'Accompagnatrice
Pour plus de détails, voir Fiche technique et Distribution.
L'Accompagnatrice est un film français réalisé par Claude Miller, sorti en 1992, d'après un roman du même nom de Nina Berberova, publié en 1934.

## Synopsis
Pendant l'hiver 1942/1943, sous l'Occupation, une jeune femme devient l'accompagnatrice d'une grande cantatrice. Elle pénètre alors dans un monde qui ne lui est pas coutumier, où règnent le luxe, l'hypocrisie, les trahisons et les compromissions.

## Fiche technique
- Titre : L'Accompagnatrice
- Réalisation : Claude Miller
- Scénario : Luc Béraud, Claude Rich et Claude Miller, d'après le roman de Nina Berberova
- Production : Patrick Cassavetti, Manuel Costa e Silva, Jean-Louis Livi et Jean-José Richer
- Musique : Alain Jomy
- Bande Musicale : Laurence Monteyrol (nomination aux victoires de la musique)
- Photographie : Yves Angelo
- Montage : Albert Jurgenson
- Décors : Jean-Pierre Kohut-Svelko
- Son : Paul Lainé et Gérard Lamps
- Costumes : Jacqueline Bouchard
- Pays de production :  France
- Format : couleur - 1,66:1 - Dolby
- Genre : drame et historique
- Durée : 102 minutes
- Date de sortie : 
  - France : 11 novembre 1992

## Distribution
- Richard Bohringer : Charles Brice
- Elena Safonova : Irène Brice
- Romane Bohringer : Sophie Vasseur
- Samuel Labarthe : Jacques Fabert
- Julien Rassam : Benoît Weizman
- Nelly Borgeaud : Madame Vasseur
- Bernard Verley : Jacques Ceniat
- Jean-Pierre Kohut-Svelko : le général Heller
- Claude Rich : le ministre
- Gabriel Cattand : l'imprésario parisien
- Alain Jomy : le joueur de clarinette
- Sacha Briquet : le dignitaire
- Florence Rougé : la manucure